# 2012年法国巴黎银行公开赛
2012年法國巴黎銀行公開賽于2012年3月5日至3月18日在美國印第安維爾斯舉行。

## 冠軍

### 男子單打
- 羅傑·費德勒 擊敗  約翰·伊斯內爾（7–67、6–3）
- 這是費德勒今年第3座冠軍與生涯第73座冠軍。

### 女子單打
- 維多利亞·阿扎倫卡 擊敗  瑪麗亞·莎拉波娃（6–2、6–3）
- 這是阿扎倫卡今年第4座冠軍與生涯第12座冠軍。

### 男子雙打
- 馬克·洛佩斯 /  拉斐爾·納達爾 擊敗  約翰·伊斯內爾 /  薩姆·奎里（6–2、7–63）

### 女子雙打
- 莉澤爾·許貝爾 /  麗莎·雷蒙德 def.  薩尼婭·米爾扎 /  葉連娜·韋斯寧娜（6–2、6–3）

## 外部連結
- 官方網站